# Тревър Макневън
Тревър Макневън (на английски: Trevor McNevan; роден на 17 юли 1978 г. в Питърбъроу, Онтарио, Канада) е канадски музикант, певец и композитор на Thousand Foot Krutch, а също така участва в поп пънк групата FM Static заедно със Стив Августин.

## Гост участия (дуети)
1. This Movie By Three Days Grace с участието на Trevor McNevan (2000)
2. Rise Up By KJ-52 с участието на Trevor McNevan (2002)
3. Like A Racecar By Hawk Nelson с участието на Trevor McNevan (2004)
4. Coffin Builder By Demon Hunter с участието на Trevor McNevan (2004)
5. Skills By Manafest с участието на Trevor McNevan (2005)
6. Impossible By Manafest с участието на Trevor McNevan (2006)
7. Fearless (250 And Dark Stars) By Falling Up с участието на Trevor McNevan (2006)
8. Run For Cover By KJ-52 с участието на Trevor McNevan (2006)
9. Ignition (Кредитира С Китарата) By TobyMac (2007)
10. So Beautiful By Manafest с участието на Trevor McNevan (2008)
11. Kick It By Manafest с участието на Trevor McNevan (2008)
12. Let's GO By KJ-52 с участието на Trevor McNevan (2009)
13. Fire In The Kitchen By Manafest с участието на Trevor McNevan (2010)
14. Every Time You Run By Manafest с участието на Trevor McNevan (2010)
15. Renegade By Manafest с участието на Trevor McNevan (2010)
16. Through Your Eyes By Worth Dying For с участието на Trevor McNevan (2011)
17. Adrenaline By Nine Lashes с участието на Trevor McNevan (2011)
18. Fathom By Awaken с участието на Trevor McNevan (2012)